# 嚴啟昌
嚴啟昌（1925年12月22日—2014年11月30日），中華民國（台灣）土木工程學者及政治人物，曾任台灣省公路局局長、台灣省交通處處長，後曾代表中國國民黨在全國不分區當選為第二屆立法委員。公路局局長任內主導台三線拓寬案。